# Giuseppe Libertini
Giuseppe Libertini (Lecce, 2 aprile 1823 – 28 agosto 1874) è stato un patriota e rivoluzionario italiano.

## Biografia
Iscritto alla Giovine Italia e seguace di Mazzini, partecipò ai moti del 1848, organizzando il comitato di Terra d'Otranto assieme a Bonaventura Mazzarella. Quest'organo doveva accentrare la responsabilità di gestire gli eventi rivoluzionari nella penisola salentina e in primo luogo nella città di Lecce, radunando al suo interno tutte le principali personalità liberali del tempo.
Con il colpo di Stato di Ferdinando II, che revocava la costituzione concessa mesi prima, gli eventi precipitarono e Libertini si trovò dinanzi alla scelta obbligata di sciogliere il comitato e darsi all'esilio. Nei primi anni cinquanta dell'Ottocento si chiudevano infatti i processi relativi ai fatti e agli sconvolgimenti di quegli anni, dai quali Libertini ed i suoi principali collaboratori uscirono con gravi condanne detentive.
Libertini riparò dunque a Corfù e di lì a Londra, dove entrò in un rapporto di stretta collaborazione con Mazzini. 
Nel frangente unitario, assieme agli altri repubblicani mazziniani, tra cui anche Vincenzo Abati, egli dovette accodarsi alla soluzione monarchica, già tracciata  dalla Società Nazionale e accettata dallo stesso Garibaldi. Dopo l'impresa dei Mille si recò a Napoli e durante la dittatura contribuì ad alcune mansioni di governo pur rifiutando per scrupolo morale le cariche più importanti. 
Fu eletto al Parlamento unitario nel 1861, salvo poi dimettersi dopo la Convenzione di settembre (1866) quando fu ben chiara la renitenza della monarchia e del governo della Destra storica a perseguire con ogni mezzo l'annessione di Roma alla nazione. In tale occasione ebbe a dire: "Monarchico colla Monarchia che muovesse al Campidoglio, si. Monarchico colla Monarchia che penitente si prostra al Vaticano, no".
Massone, a partire dal 1864 si dedicò alla costituzione e alla diffusione della Massoneria in Terra d'Otranto, col grado di Maestro Venerabile della loggia leccese "Mario Pagano". Libertini, in questo modo, tese sempre più a provincializzare la sua azione politica, tralasciando i grandi progetti di cospirazione e scatenando, per questo, i richiami di Mazzini che a lui si riferì in questi termini: "Ho io da scrivere «Bruto, tu dormi» per voi?" Ad ogni modo, alla fine degli anni sessanta, Libertini era riuscito nell'obiettivo di provocare la costituzione di una rete articolata di logge massoniche in tutto il territorio salentino, tanto che nella pubblicistica locale si cominciò sempre più convintamente a parlare di "Terzo partito" repubblicano, dopo quello liberale moderato e quello dei neri, filoborbonico e clericale.
A partire dal 1868 Libertini e i suoi incontrarono però la durissima opposizione del prefetto Antonio Winspeare, inviato in provincia proprio per abbattere la sua influenza e il suo potere.
All'inizio degli anni settanta Libertini aveva ormai esaurito gran parte del suo vigore politico e, con esso, anche le sue forze fisiche. Dopo la morte di Mazzini si incupì e si chiuse in un tenebroso silenzio che lo accompagnò fino alla morte, giunta a soli 51 anni. Ebbe l'onore di funerali nei quali la città di Lecce si strinse a lui in un poderoso corteo, che annoverava anche coloro che erano stati tra i suoi più tenaci e ostinati avversari politici.
Oggi Lecce lo ricorda con un monumento, eretto nella piazza a lui intitolata, sita alle spalle del castello di Carlo V.